# Rofū Miki

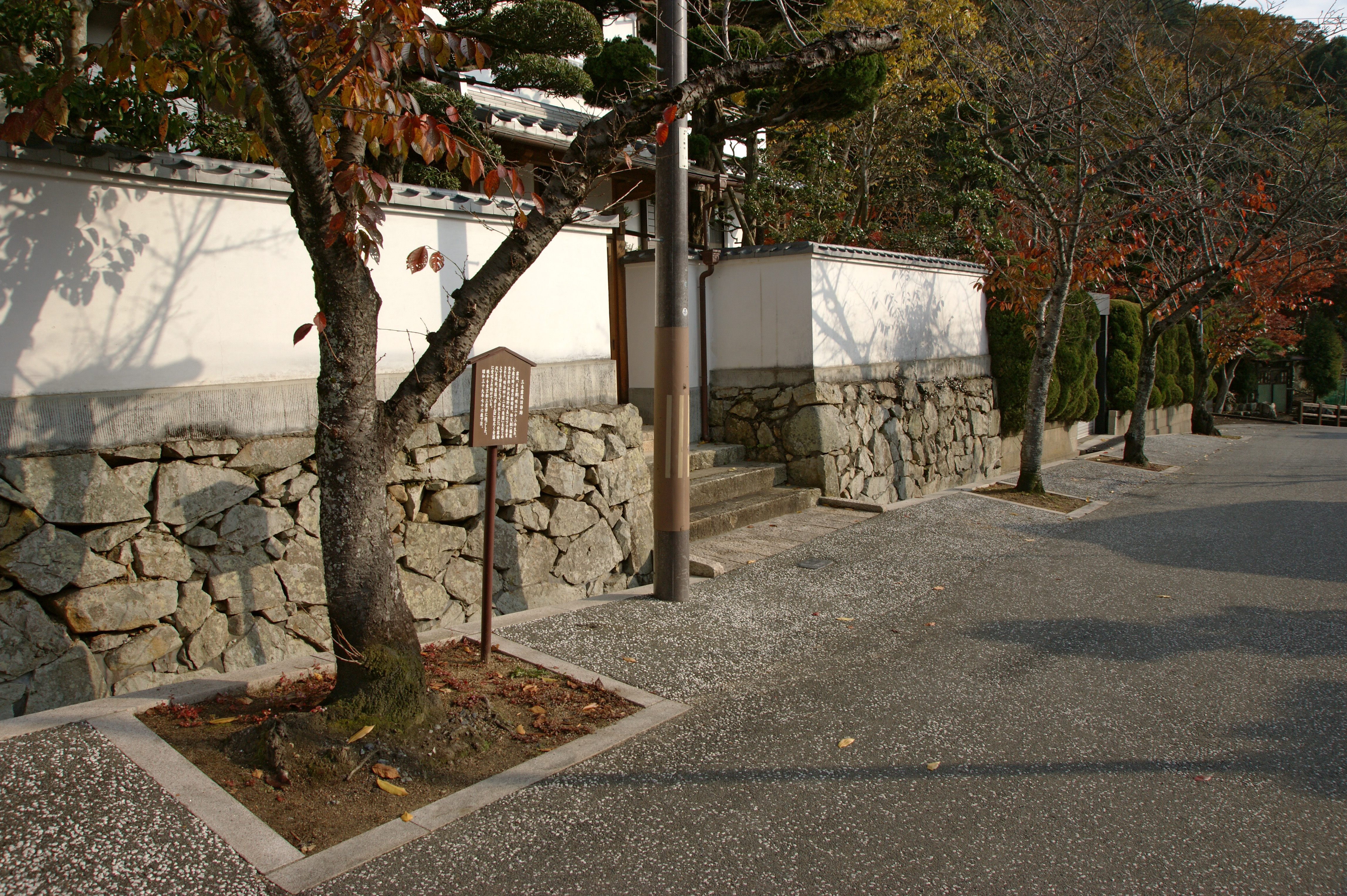
Maison natale de Miki à Tatsuno.

Pour les articles homonymes, voir Miki.
Rofū Miki (三木 露風), nom véritable Miki Masao (三木 操); 23 juin 1889 à Tatsuno dans la préfecture de Hyōgo - 29 décembre 1964, est un poète, auteur de livres pour la jeunesse et essayiste japonais. Rofū Miki est considéré comme le principal représentant du symbolisme japonais.

## Biographie
Rofū Miki naît à Tatsuno dans la préfecture de Hyōgo, fils aîné de Setsujirō Miki et Kata Midorikawa (1869-1962). Il épouse Kata Midorikawa alors qu'il n'a encore que 15 ans. Elle est infirmière et une importante figure du mouvement féministe de l'ère Meiji. Après le divorce de ses parents en 1874, Rofū est élevé par son grand-père. Il fréquente l'école élémentaire et intermédiaire à Tatsuno et écrit des poèmes haiku et tanka. À 17 ans, il publie son premier recueil de poèmes et à 20 ans son ouvrage Requins. Le talent précoce de Rofū Miki attire rapidement l'attention de Hakushū Kitahara. Il étudie la littérature à l'Université Waseda et à l'Université Keiō.
En 1918 il se rapproche du journal Akai Tori (赤い鳥, « Oiseau rouge ») de Miekichi Suzuki et s'intéresse à la littérature pour la jeunesse. Trois ans plus tard, il publie sous le titre Shinjushima (真珠島) un recueil de chansons pour enfants dans lequel se trouve la célèbre chanson Akatonbo (赤とんぼ, « Dard ») de  Kōsaku Yamada.
De 1916 à 1924 Miki travaille à Kamiiso (de nos jours Hokuto (Hokkaidō) dans un cloître trappiste comme professeur de littérature. Il se fait baptiser en 1922 et rejoint la foi catholique. Ce séjour en Hokkaidō et sa conversion sont, entre autres, rapportés dans les essais Shūdōin seikatsu 修道院生活) et Nihon katorikkukyōshi 日本カトリック教史).
Il reçoit en 1963 l'Ordre du Mérite de la bande violette. Miki décède en 1962 d'une hémorragie cérébrale à l'âge de 75 ans lors d'un trajet en taxi. Il est décoré à titre posthume de l'Ordre du Trésor sacré. Depuis 1985, sa ville natale organise une compétition de nouvelles chansons pour enfants à l'issue de laquelle est décerné un prix portant son nom (三木露風賞, Miki Rofū-shō).

## Ouvrages (sélection)

### Poésie
- 1909 Haien (廃園)
- 1910 Sabishiki akebono (寂しき曙)
- 1913 Rofūshū (露風集)
- 1915 Ryōshin (良心)
- 1920 Sei to ai (生と恋)
- 1921 Shinjushima (真珠島)
- 1922 Shinkō no akebono (信仰の曙)
- 1926 Kami to hito (神と人)
- 1926 Trapisuto kashū (トラピスト歌集) - Anthologie

### Essais
- 1925 Shūdōin sappitsu (修道院雑筆)
- 1926 Shūdōin seikatsu (修道院生活)
- 1928 Waga ayumeru michi (我が歩める道)
- 1929 Nihon katorikkukyōshi (日本カトリツク教史)

## Source de la traduction
- (de) Cet article est partiellement ou en totalité issu de l’article de Wikipédia en allemand intitulé « Miki Rofū » (voir la liste des auteurs).
- Notices d'autorité :   - VIAF
  - ISNI
  - BnF (données)
  - IdRef
  - LCCN
  - GND
  - Italie
  - Japon
  - CiNii
  - Pays-Bas
  - Israël
  - Tchéquie
  - WorldCat